# Batalla de Hakodate
La batalla de Hakodate (函館 戦 争, Hakodate Sensō) va tenir lloc entre el 4 de desembre de 1868 i el 27 de juny de 1869 entre les últimes restes de l'exèrcit del shogunat Tokugawa, fusionats com les forces armades rebels de la república d'Ezo, i l'exèrcit de l'acabat de crear govern imperial (compost fonamentalment per les forces dels dominis de Chōshū i Satsuma).
Constitueix l'última fase de la guerra Boshin i va tenir lloc al voltant de Hakodate, a l'illa japonesa de Hokkaido. Al Japó és coneguda també amb el nom de batalla del castell Goryōkaku (五 稜 郭 の 戦 い, Goryōkaku no Tatakai).

## Context històric
La guerra Boshin va esclatar en 1868 entre els partidaris de la restauració de l'autoritat política de l'emperador i els del govern del shogunat Tokugawa. Aquests últims van ser derrotats en la batalla de Toba-Fushimi i, com a conseqüència, les tropes imperials van ocupar la capital del shogunat, Edo.

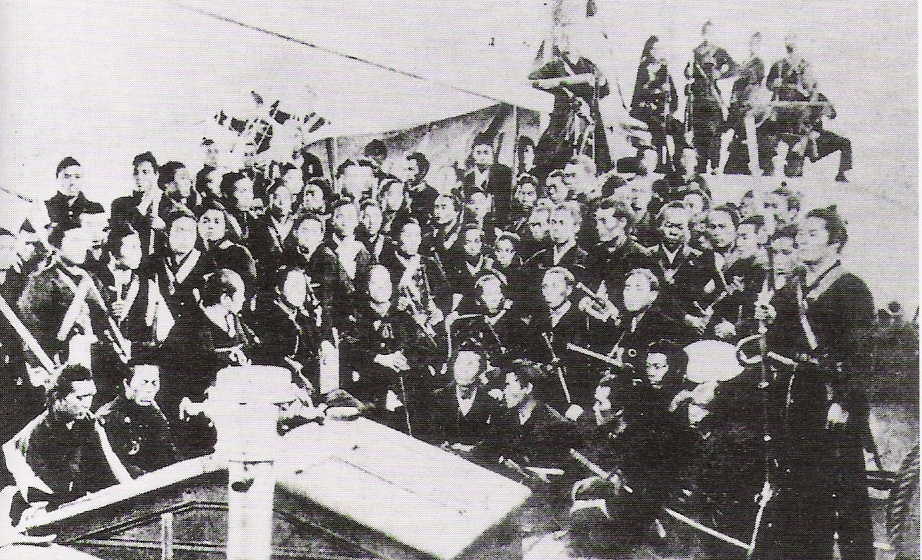
Tropes rebels de l'antic Bakufu, sent transportats a Hokkaidō.

Enomoto Takeaki, subcomandant de l'armada del shogunat, es va negar a lliurar la seva flota al nou govern i va partir de Shinagawa el 20 d'agost de 1868 amb quatre vaixells de guerra a vapor (el Kaiyō, el Kaiten, el Banryu i el Chiyodagata) i quatre vaixells de transports a vapor (el Kanrin Maru, el Mikaho, el Shinsoku i el Chōgei) amb 2000 soldats, 36 membres del "Yūgekitai" dirigits per Anava Hachiro, diversos oficials de l'antic govern del Bakufu (incloent-hi al subcomandant en cap de l'armada del shogunat, Matsudaira Tarō), Nakajima Saburozuke i membres de la missió militar francesa al Japó, encapçalada per Jules Brunet. El 21 d'agost, la flota va patir els efectes d'un tifó a Choshi: es va perdre el Mikaho, i el Kanrin Maru, greument danyat, es va veure obligat a dirigir-se a la costa i va ser capturat a Shimizu.
La resta de la flota va arribar a la badia de Sendai el 26 d'agost. Aquest era un dels centres de la Coalició del Nord (奥 羽 越 列 藩 同盟, Ōuetsu Reppan Domei), oposada al nou govern i integrada pels feus de Sendai, Yonezawa, Aizu, Shonai i Nagaoka.
Les tropes imperials van avançar cap al nord, van prendre el castell Aizuwakamatsu, i van agafar posició a Sendai indefensable per als rebels. El 12 d'octubre de 1868 la flota va salpar de Sendai amb dos vaixells més (l'Oe i el Hou-Ou, que havien estat anteriorment cedits pel domini de Sendai) i 1000 soldats més: soldats que havien servit al Bakufu ara a les ordres d'Ōtori Keisuke, tropes del Shinsengumi a el comandament de Hijikata Toshizō, homes de Yugekitai manats per Katsutaro Hitomi, així com diversos consellers francesos (Arthur Fortant, Jean Marlin, François Bouffier i Garde) que havien arribat a Sendai per terra.

## La batalla
Les tropes imperials japoneses traslladaren l'abril de 1869 una força naval i d'infanteria de 7.000 homes a Hokkaido on guanyaren la batalla de Hakodate i prengueren la fortalesa de Goryōkaku. Enomoto es rendí el 17 de maig de 1869.

## Conseqüències
La República d'Ezo deixà d'existir el 17 de juny de 1869 i el 15 d'agost del mateix any l'illa d'Ezo va passar a dir-se illa Hokkaido (Districte del mar del nord). Enomoto va ser empresonat però va rebre la llibertat el 1872 i va exercir d'ambaixador del Japó a Rússia i ocupà diversos llocs en el govern Meiji.